# Tresor Kangambu
Tresor Kangambu vagy Mohamed Abdálah Tríszúr (arabul: محمد عبد الله تريسور, 1987. április 8. –) honosított katari Kongói Demokratikus Köztársaságbeli labdarúgó, a katari Lehvía középpályása. 2014. december 17-én vette fel új nevét és az iszlám hitet.
Nem sokkal azután került be a katari labdarúgó-válogatottba, miután Djamel Belmadi bejelentette, számít rá a 2015-ös Ázsia-kupán.